# Armia Zbawienia

Flaga Armii Zbawienia

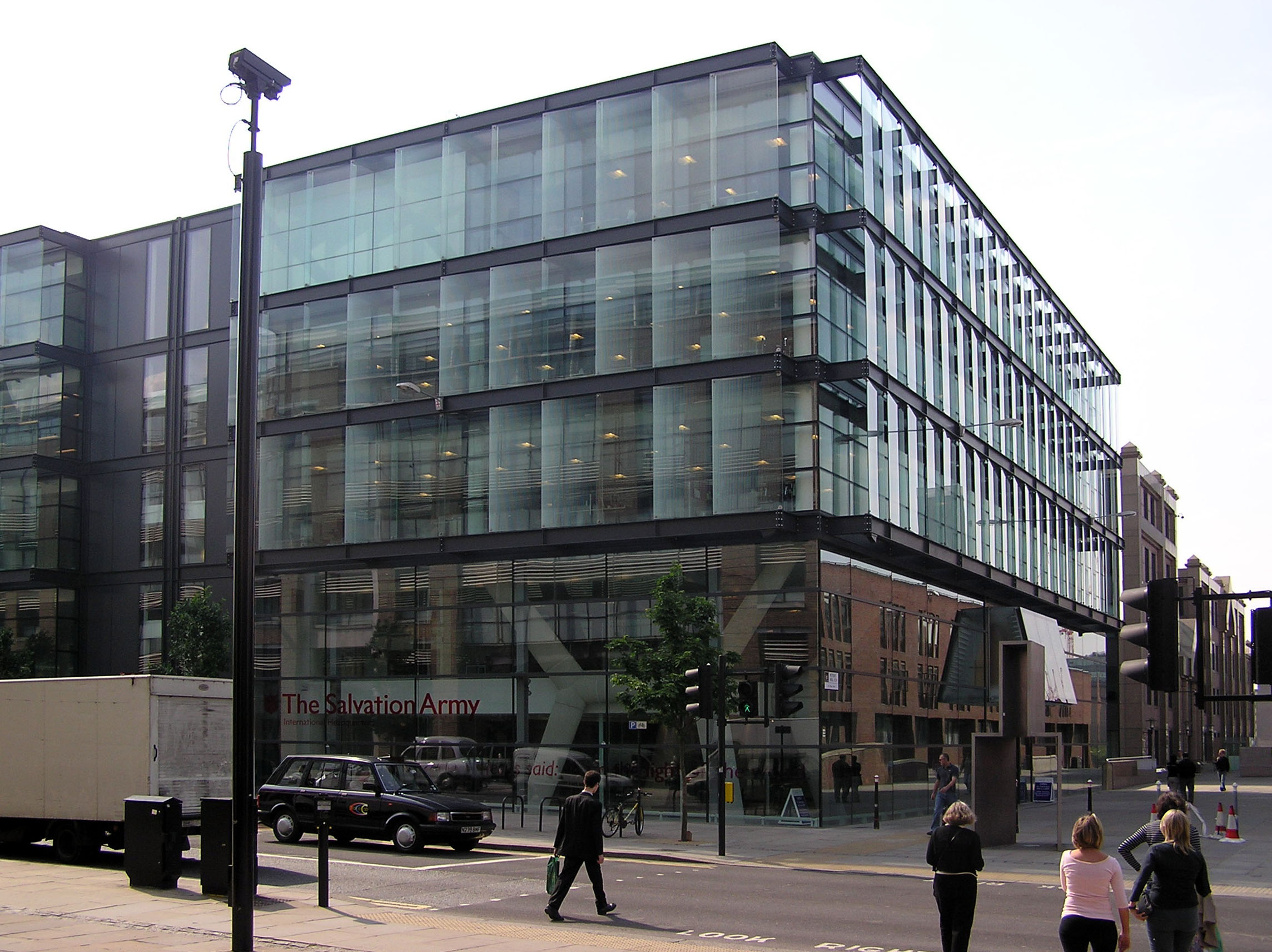
Międzynarodowa Kwatera Główna Armii Zbawienia w Londynie

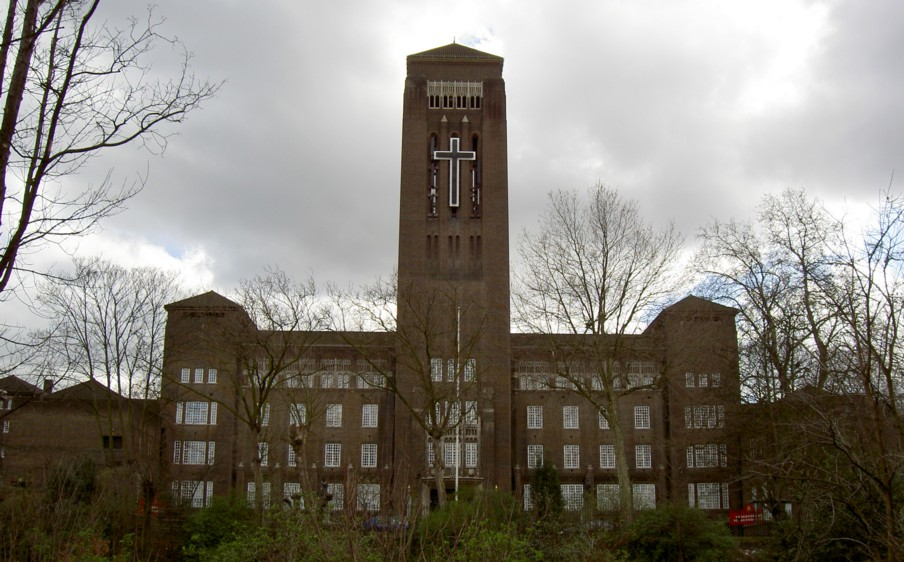
The William Booth Memorial Training College, Denmark Hill, Londyn: College Szkoleniowy dla Oficerów Armii Zbawienia w Wielkiej Brytanii

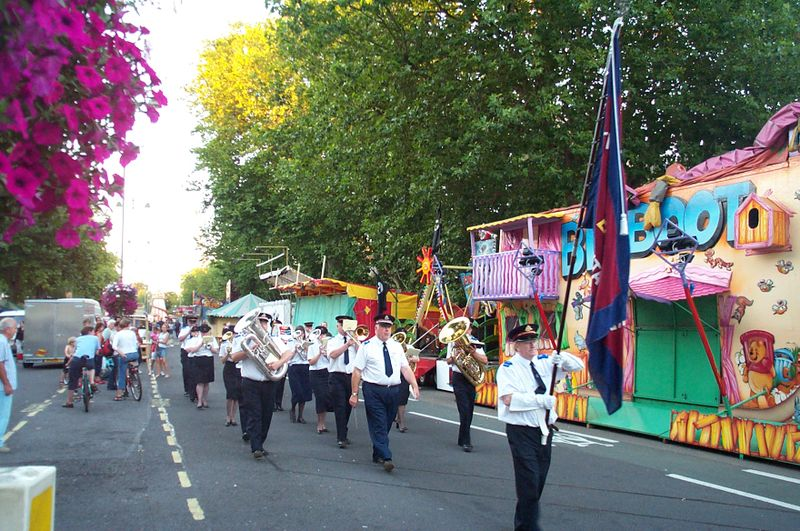
Parada Armii Zbawienia na ulicach Oxfordu

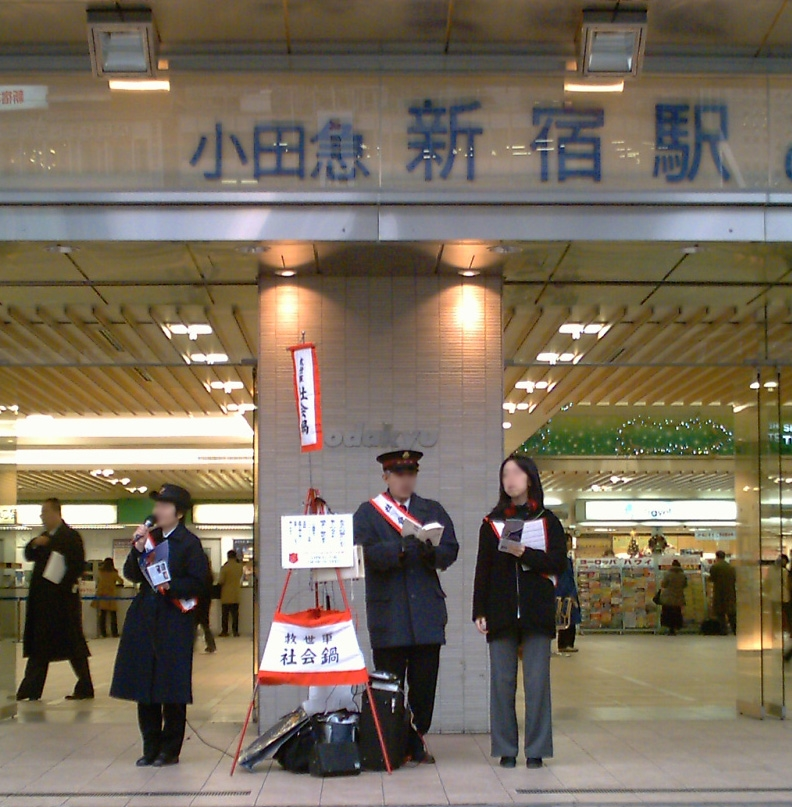
Działalność Armii Zbawienia w Japonii

Armia Zbawienia (ang. The Salvation Army) – międzynarodowe chrześcijańskie wyznanie protestanckie o charakterze ewangelikalnym, metodystycznym i uświęceniowym, oraz międzynarodowa organizacja dobroczynna zorganizowana w sposób hierarchiczny na podobieństwo organizacji militarnych. Obecnie działa w 128 państwach na świecie.
Armia Zbawienia jako zjawisko religijne określana jest mianem salwacjonizmu (od angielskiego słowa salvationism). Wyznanie znane jest z szerokiej i intensywnej działalności charytatywnej.
W Polsce zarejestrowana jest w Rejestrze Kościołów i Innych Związków Wyznaniowych pod nazwą Kościół Armia Zbawienia w Rzeczypospolitej Polskiej.

## Historia i rozwój
Założycielem Armii Zbawienia był pastor metodystyczny William Booth (1829–1912), który uznał, że jego misją jest głoszenie Ewangelii nie w kościołach, ale na ulicach Londynu, zwłaszcza bezdomnym i żebrakom. W tym celu wspólnie z żoną Catherine powołał w 1865 Misję Chrześcijańską Wschodniego Londynu, którą w 1878 przemianował na Armię Zbawienia. Razem z nową nazwą Booth wprowadził nowy styl z mundurami, stopniami wojskowymi oraz sztandarami. Od tego momentu ruch począł się szybko rozwijać i obecnie liczy ponad 28 tysięcy oficerów, 1,8 miliona członków (żołnierzy, adherentów, żołnierzy juniorów), 4,5 miliona wolontariuszy i 112 tysięcy pracowników pracujących w 128 krajach świata oraz prowadzących szpitale, ośrodki dla bezdomnych i uzależnionych, domy starców.
Zwierzchnik Armii Zbawienia generał André Cox wraz z delegacją tej wspólnoty odbył 12 grudnia 2014 w Watykanie spotkanie z papieżem Franciszkiem, w trakcie którego potwierdzono wolę współpracy Armii Zbawienia i Kościoła katolickiego w zakresie działalności charytatywnej oraz dalszego dialogu ekumenicznego.

## Międzynarodowe Oświadczenie Misji
„Armia Zbawienia, jako międzynarodowy ruch, jest ewangeliczną częścią powszechnego Kościoła chrześcijańskiego. Jej przesłanie jest oparte na Biblii. Jej służba jest motywowana Bożą miłością. Jej misją jest głosić ewangelię Jezusa Chrystusa i zaspokajać ludzkie potrzeby w Jego imieniu, bez dyskryminacji.”

## Nauka
Doktrynalnie salwacjonizm wyrasta z tradycji metodystycznej. Jedyną podstawą wiary jest Pismo Święte (zasada Sola scriptura). Armia Zbawienia nie praktykuje rytuałów i sakramentów – ani chrztu, ani Wieczerzy Pańskiej. Każdy z członków Armii Zbawienia, poza akceptacją przywództwa i obowiązku pracy ewangelizacyjnej i charytatywnej (na zasadzie wolontariatu), zobowiązany jest do przyjęcia zasad wiary i złożenia przysięgi, która zastępuje chrzest. Przysięga zakłada wyznanie Jezusa Chrystusa jako jedynego Pana i Zbawiciela oraz zobowiązanie do posłuszeństwa Duchowi Świętemu, modlitwy, służby i studiowania Pisma Świętego. Żołnierze zobowiązują się również do abstynencji od alkoholu, tytoniu, narkotyków, niekorzystania z pornografii oraz wystrzegania się gier hazardowych. Każdy z nich ma obowiązek osobistego głoszenia Królestwa Bożego i konieczności nawrócenia oraz przekazywania części swoich zarobków na potrzeby wspólnoty.

### Artykuły Wiary
Główne zasady wiary Armii Zbawienia znane są jako Artykuły Wiary:
1. Wierzymy, że Pismo Starego i Nowego Testamentu zostało spisane pod Bożym natchnieniem i że tylko ono stanowi Boską podstawę wiary i życia chrześcijańskiego.
2. Wierzymy, że jest tylko jeden Bóg, nieskończenie doskonały, Stwórca, podtrzymujący wszystko Władca wszechrzeczy i że tylko Jemu należy się uwielbienie.
3. Wierzymy w trójjedyność Boga – Ojca, Syna i Ducha Świętego – jedni w istocie, równi w mocy i chwale.
4. Wierzymy, że w osobie Jezusa Chrystusa są zjednoczone boska i ludzka natura, i dlatego On naprawdę i całkowicie jest Bogiem oraz naprawdę i całkowicie jest człowiekiem.
5. Wierzymy, że nasi pierwsi rodzice zostali stworzeni w stanie niewinności, ale przez nieposłuszeństwo utracili swoją czystość i szczęście. Przez ich upadek wszyscy ludzie stali się grzesznikami, całkowicie zdeprawowanymi, i jako tacy podlegają sprawiedliwemu gniewowi Boga.
6. Wierzymy, że Pan, Jezus Chrystus przez swoje cierpienie i śmierć dokonał dzieła pojednania dla całego świata i każdy, kto tego pragnie, może zostać zbawiony.
7. Wierzymy, że nawrócenie się do Boga (opamiętanie się), wiara w naszego Pana, Jezusa Chrystusa i narodzenie na nowo przez Ducha Świętego są konieczne dla naszego zbawienia.
8. Wierzymy, że jesteśmy usprawiedliwieni z łaski przez wiarę w naszego Pana, Jezusa Chrystusa, i że każdy kto wierzy, nosi w sobie tego świadectwo.
9. Wierzymy, że trwanie w stanie zbawienia zależy od ciągłej i posłusznej wiary w Jezusa Chrystusa.
10. Wierzymy, że przywilejem wszystkich wierzących jest być całkowicie uświęconymi i że cały ich duch, dusza i ciało będą zachowane bez nagany na przyjście Pana naszego, Jezusa Chrystusa.
11. Wierzymy w nieśmiertelność duszy, w zmartwychwstanie ciał, w sąd ostateczny przy końcu świata, wieczne szczęście sprawiedliwych i wieczne potępienie bezbożnych[5].

## Armia Zbawienia w Polsce
Armia Zbawienia była obecna w Polsce przed II wojną światową. Jej działalność została wznowiona w 2005 roku. Po ponownym otwarciu pierwszymi miastami, w których Armia Zbawienia zaczęła działać, były Warszawa i Starachowice. Obecnie istnieją Korpusy w Warszawie, Starachowicach i Rzeszowie oraz Placówka Misyjna w Malborku. Co niedzielę odbywają się w nich nabożeństwa, a w inne dni tygodnia spotkania modlitewne i biblijne. Oprócz służby duchowej Armia Zbawienia prowadzi kluby dla dzieci i młodzieży, banki wydawania żywności i placówki pobytu dziennego dla osób bezdomnych.
Od kilku lat Armia Zbawienia w Polsce jest zaangażowana w przeciwdziałanie  handlowi ludźmi i współczesnemu niewolnictwu, w ramach czego prowadzi Punkty Weryfikacji Ofert Pracy w Warszawie i Malborku.

## Światowy rozwój Armii Zbawienia

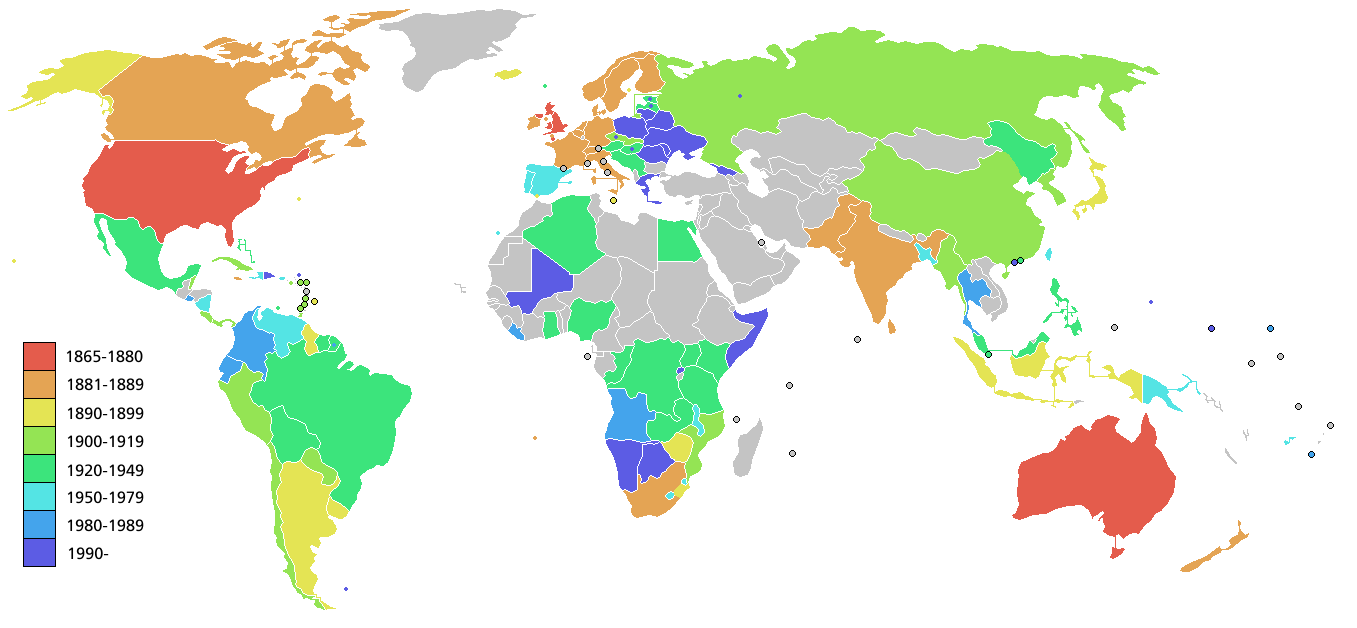
Światowy rozwój Armii Zbawienia (stan na rok 2007)

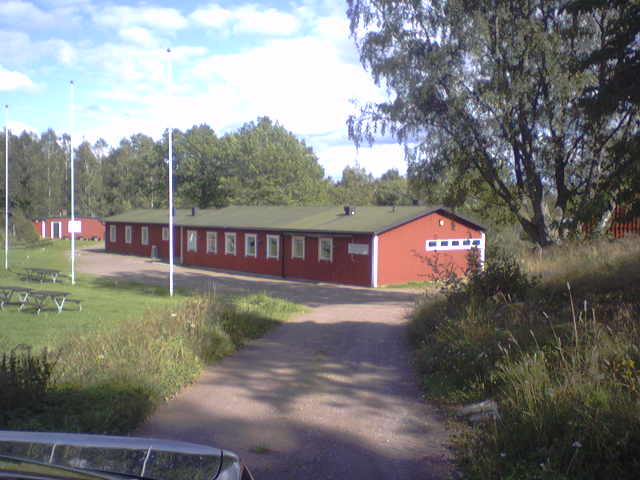
Ośrodek w Jönköping (Szwecja)

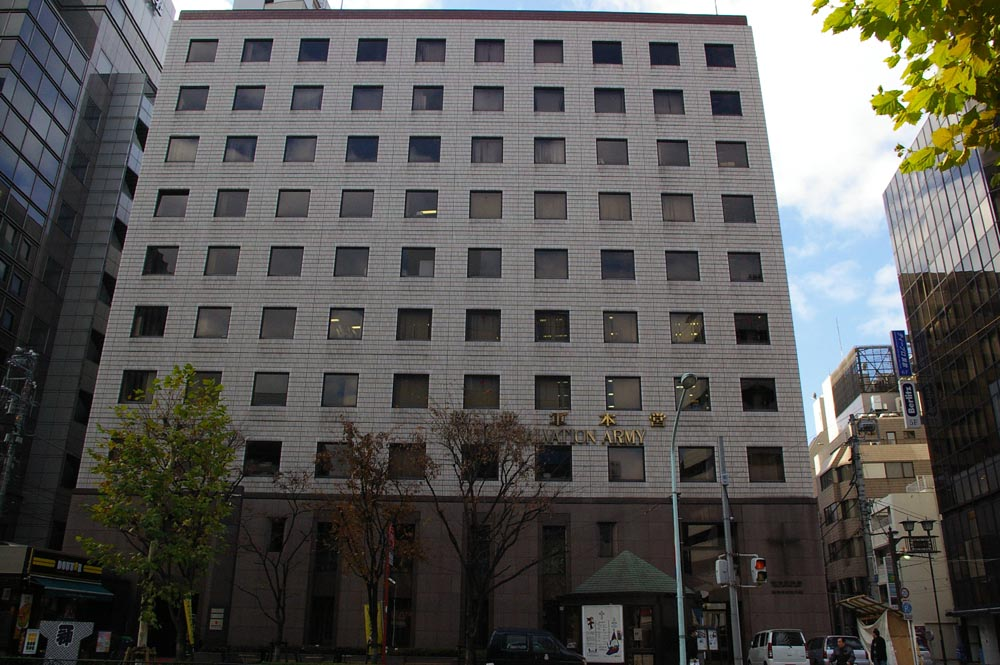
Kwatera Główna w Tokio (Japonia)

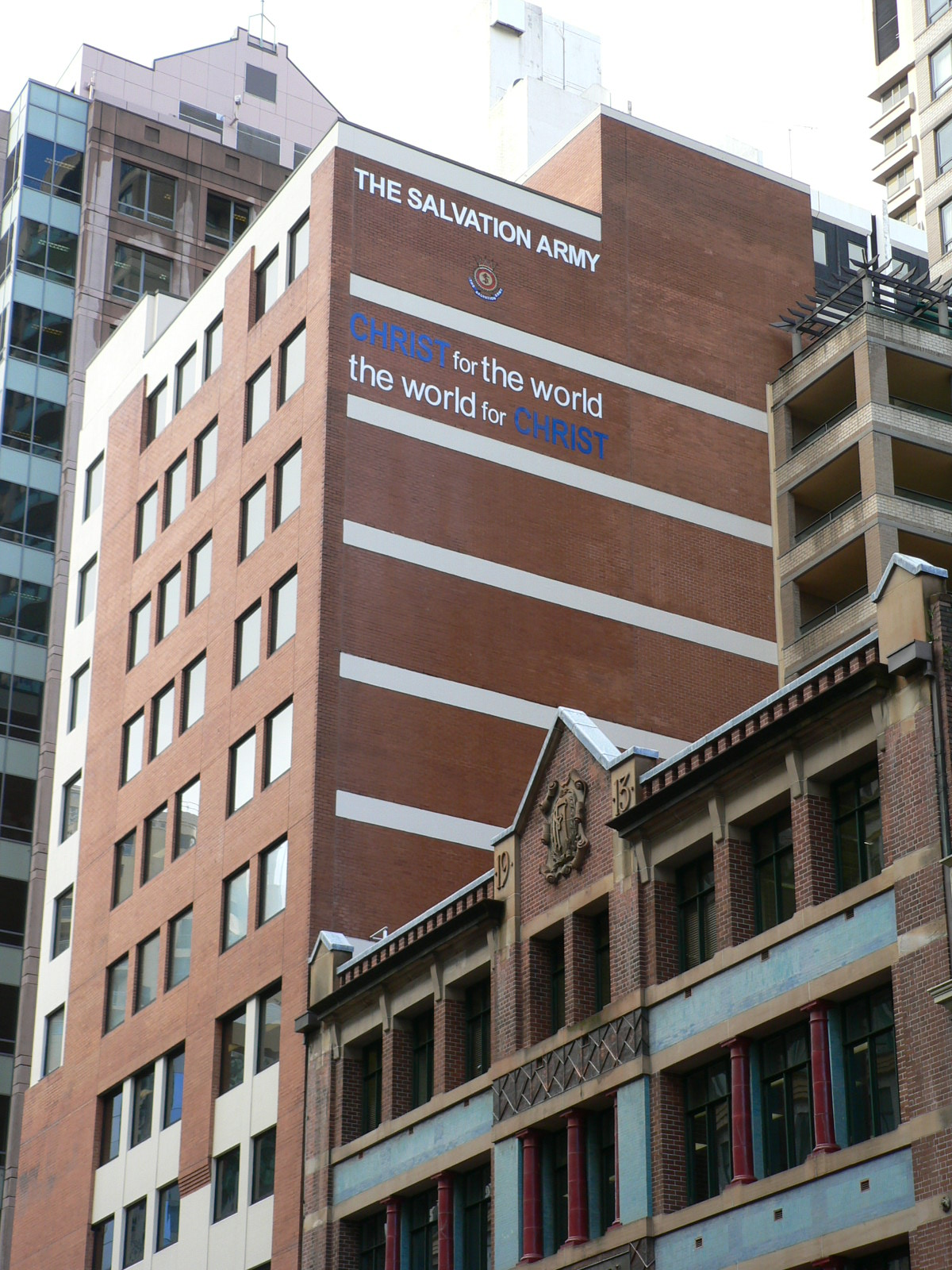
Kwatera Główna Sydney (Australia)

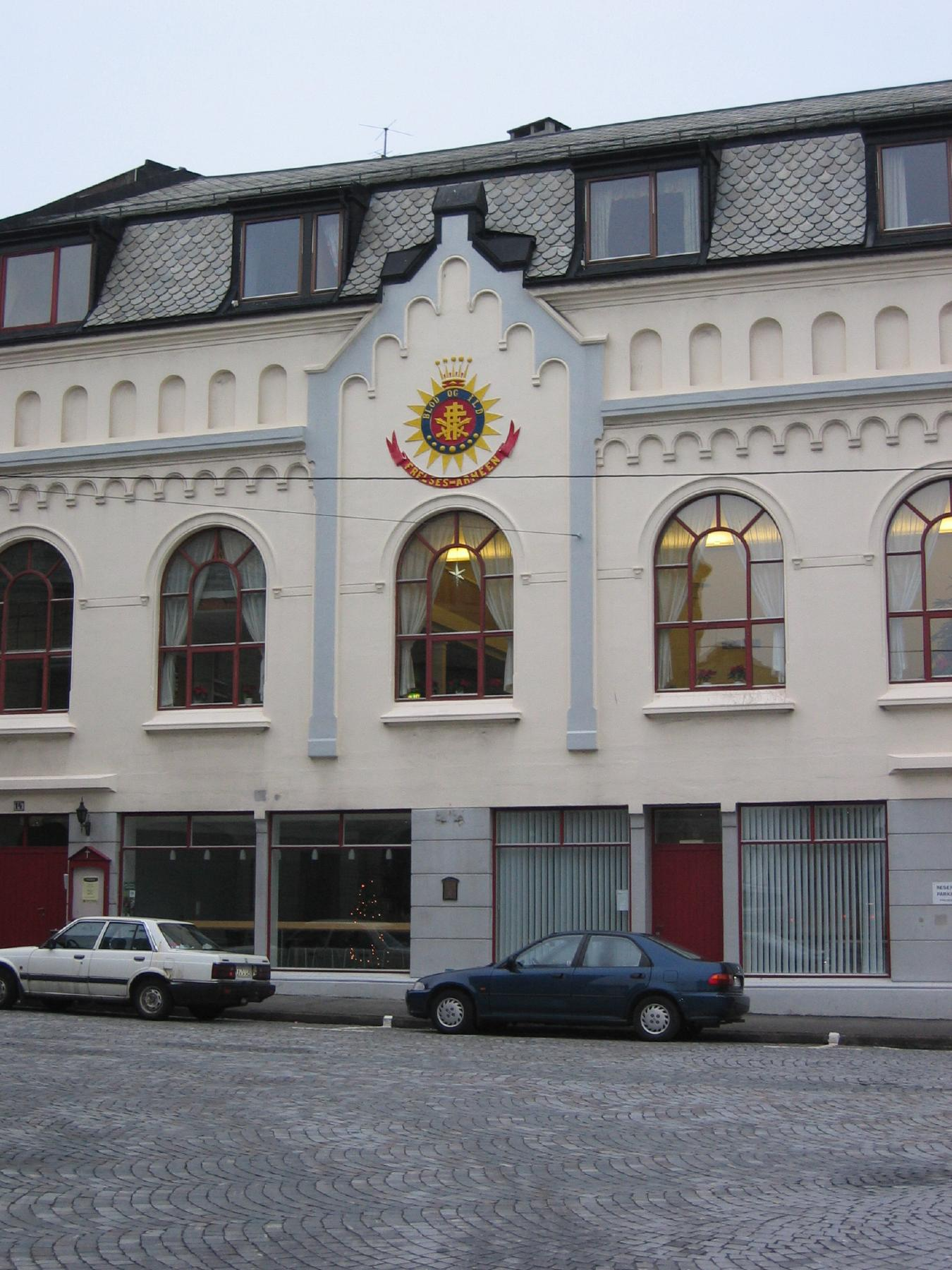
Korpus w Ålesund (Norwegia)

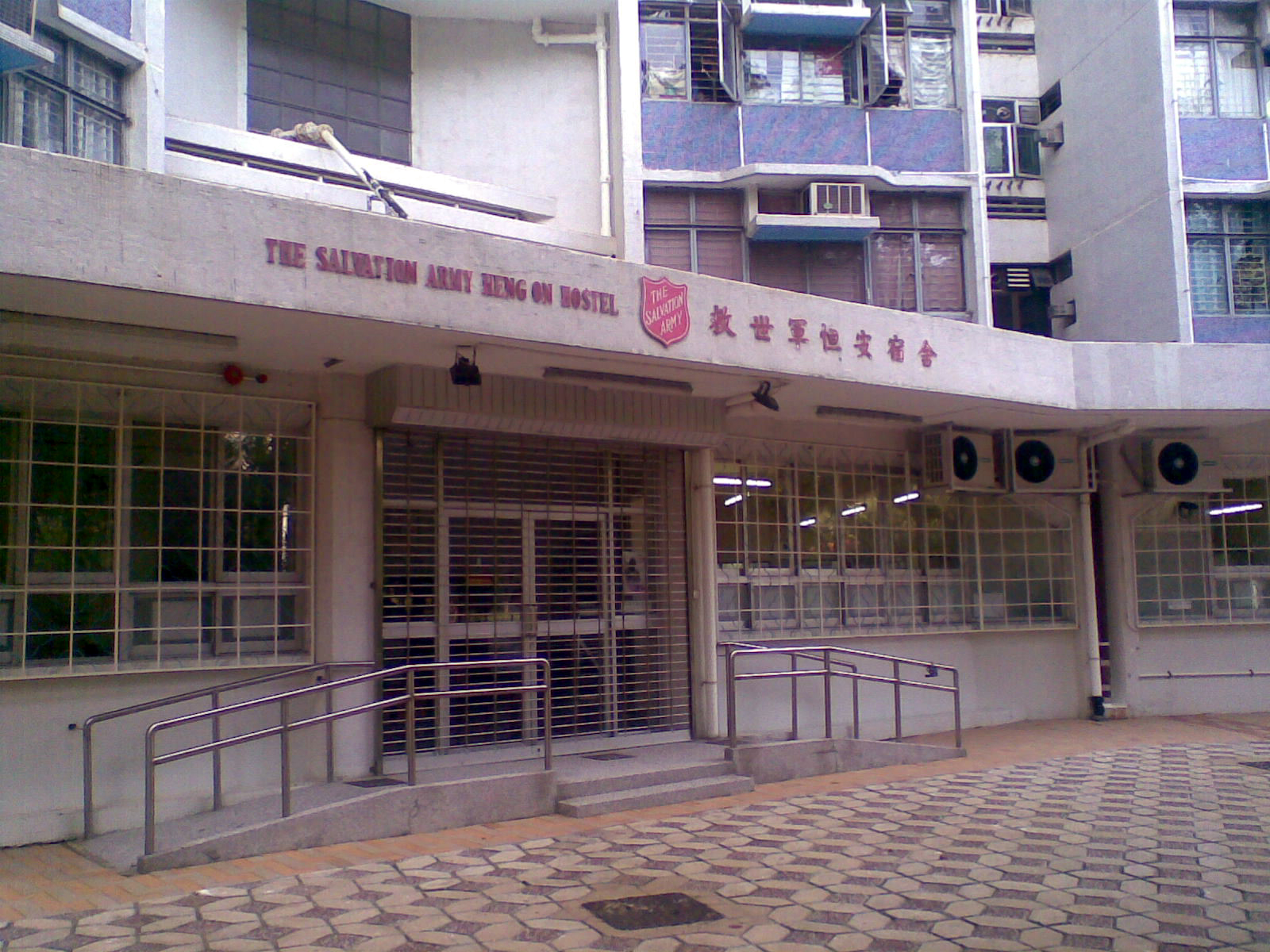
Korpus w Ma On Shan (Hongkong)

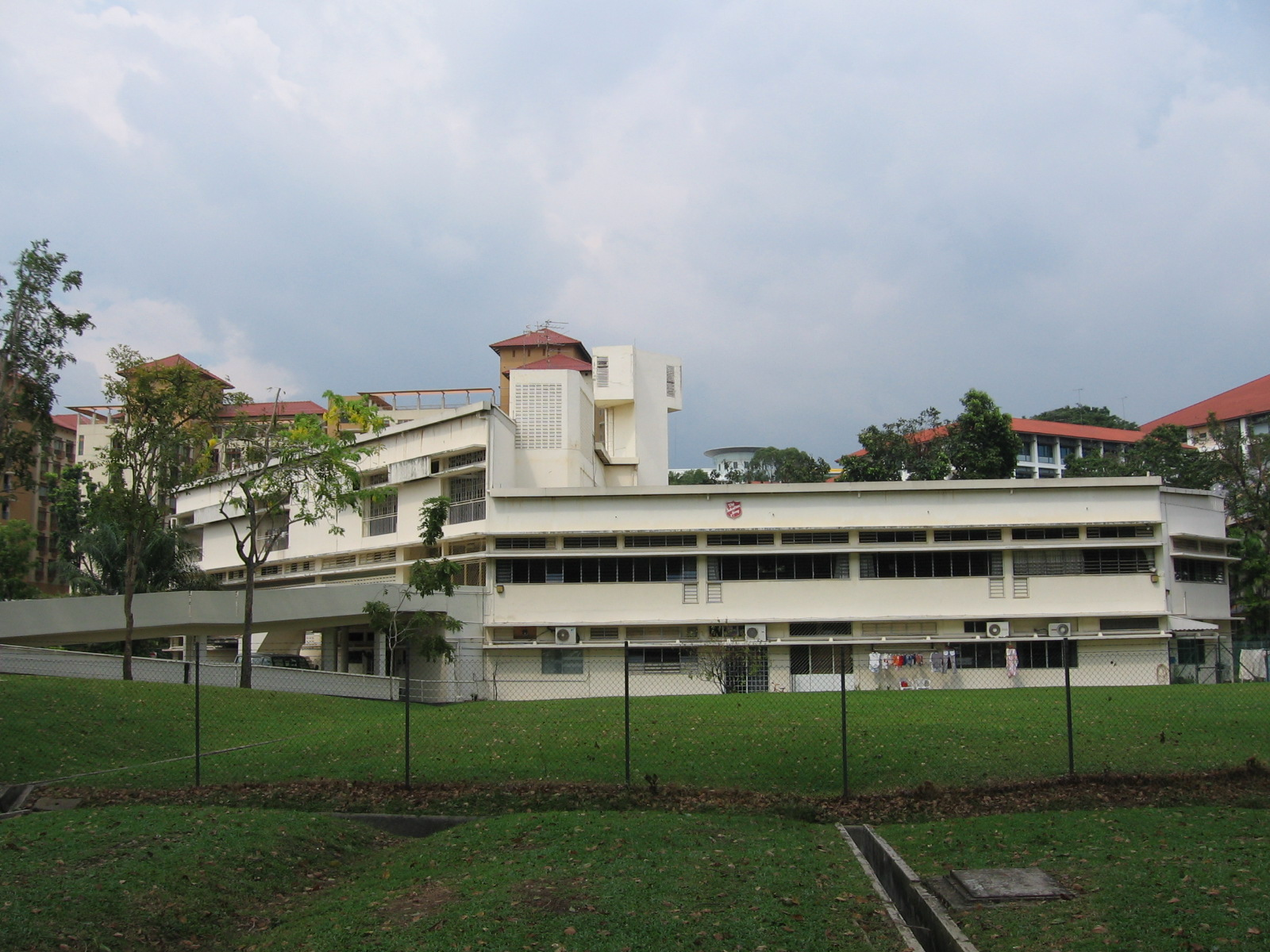
Korpus w Singapurze

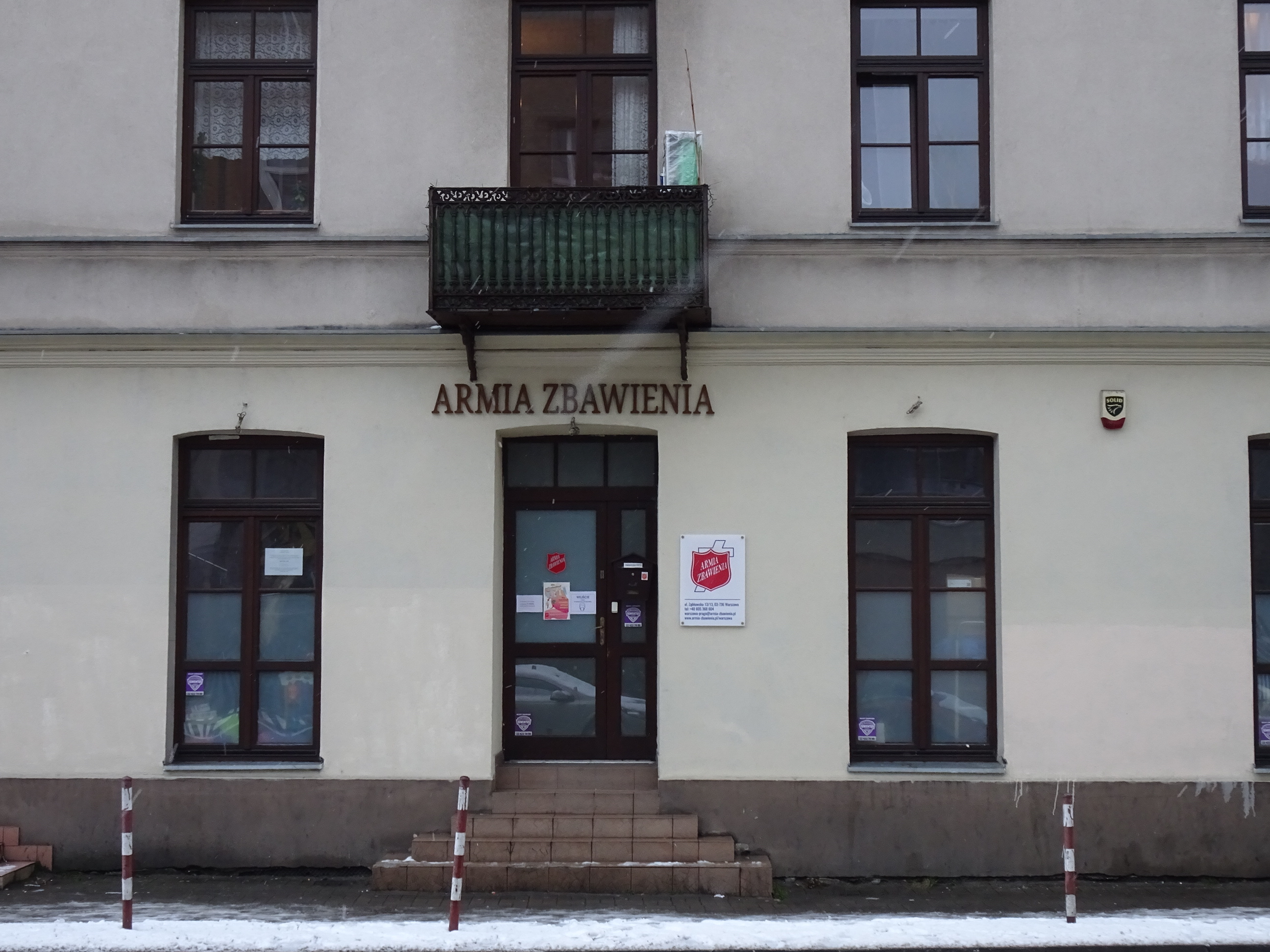
Ośrodek w Warszawie.

## Lista generałów Armii Zbawienia

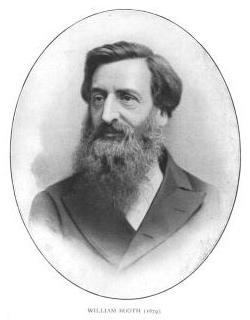
William Booth, założyciel i pierwszy generał Armii Zbawienia

| Lp. | Lata kadencji | Imię i nazwisko   |
| --- | ------------- | ----------------- |
| 1.  | 1878–1912     | William Booth     |
| 2.  | 1912–1929     | Bramwell Booth    |
| 3.  | 1929–1934     | Edward Higgins    |
| 4.  | 1934–1939     | Evangeline Booth  |
| 5.  | 1939–1946     | George Carpenter  |
| 6.  | 1946–1954     | Albert Orsborn    |
| 7.  | 1954–1963     | Wilfred Kitching  |
| 8.  | 1963–1969     | Frederick Couts   |
| 9.  | 1969–1974     | Erick Wickberg    |
| 10. | 1974–1977     | Clarence Wiseman  |
| 11. | 1977–1981     | Arnold Brown      |
| 12. | 1981–1986     | Jarl Wahlström    |
| 13. | 1986–1993     | Eva Burrows       |
| 14. | 1993–1994     | Bramwell Tillsley |
| 15. | 1994–1999     | Paul Rader        |
| 16. | 1999–2002     | John Gowans       |
| 17. | 2002–2006     | John Larsson      |
| 18. | 2006–2011     | Shaw Clifton      |
| 19. | 2011–2013     | Linda Bond        |
| 20. | 2013–2018     | André Cox         |
| 21. | 2018–         | Brian Peddle      |

## Światowy rozwój Armii Zbawienia[8]
| Rok  | Nowy obszar                                                            |
| ---- | ---------------------------------------------------------------------- |
| 1865 | Anglia                                                                 |
| 1874 | Walia                                                                  |
| 1879 | Jersey, Szkocja                                                        |
| 1880 | Australia, Irlandia Północna, Stany Zjednoczone                        |
| 1881 | Francja                                                                |
| 1882 | Alderney, Kanada, Guernsey, Indie, Szwecja, Szwajcaria                 |
| 1883 | Wyspa Man, Nowa Zelandia, Pakistan, Południowa Afryka, Sri Lanka       |
| 1884 | Irlandia, Święta Helena                                                |
| 1886 | Niemcy, Nowa Fundlandia                                                |
| 1887 | Dania, Włochy, Jamajka, Holandia                                       |
| 1888 | Norwegia                                                               |
| 1889 | Belgia, Finlandia                                                      |
| 1890 | Argentyna, Urugwaj                                                     |
| 1891 | Zimbabwe, Zulu                                                         |
| 1894 | Wyspy Alandzkie (do 1950), Hawaje, Indonezja                           |
| 1895 | Gibraltar (do 1968), Gujana, Islandia, Japonia                         |
| 1896 | Bermudy, Malta (do 1972)                                               |
| 1898 | Alaska, Barbados                                                       |
| 1901 | Trynidad i Tobago                                                      |
| 1902 | Grenada, Saint Lucia                                                   |
| 1903 | Antigua i Barbuda, Saint Vincent i Grenadyny                           |
| 1904 | Panama                                                                 |
| 1907 | Kostaryka                                                              |
| 1908 | Korea Południowa                                                       |
| 1909 | Chile                                                                  |
| 1910 | Paragwaj, Peru                                                         |
| 1913 | Rosja (do 1923)                                                        |
| 1915 | Belize, Birma                                                          |
| 1916 | Chiny (do 1951), Mozambik, Saint Kitts i Nevis                         |
| 1917 | Wyspy Dziewicze Stanów Zjednoczonych                                   |
| 1918 | Kuba                                                                   |
| 1919 | Czechosłowacja (do 1950)                                               |
| 1920 | Boliwia, Nigeria                                                       |
| 1921 | Kenia                                                                  |
| 1922 | Brazylia, Ghana, Zambia                                                |
| 1923 | Łotwa (do 1939)                                                        |
| 1924 | Wyspy Owcze, Węgry (do 1949)                                           |
| 1926 | Surinam                                                                |
| 1927 | Austria, Estonia (do 1940), Curaçao (do 1980)                          |
| 1930 | Hongkong                                                               |
| 1931 | Bahamy, Uganda                                                         |
| 1933 | Gujana Francuska (do 1952), Tanzania, Jugosławia (do 1948)             |
| 1934 | Algieria (do 1970), Demokratyczna Republika Konga, Mandżukuo (do 1945) |
| 1935 | Singapur                                                               |
| 1936 | Egipt (do 1949)                                                        |
| 1937 | Kongo, Meksyk, Filipiny                                                |
| 1938 | Malezja                                                                |
| 1950 | Haiti                                                                  |
| 1956 | Papua-Nowa Gwinea                                                      |
| 1960 | Suazi                                                                  |
| 1962 | Portoryko                                                              |
| 1965 | Tajwan                                                                 |
| 1967 | Malawi                                                                 |
| 1969 | Lesotho                                                                |
| 1970 | Bangladesz                                                             |
| 1971 | Portugalia, Hiszpania                                                  |
| 1972 | Wenezuela                                                              |
| 1973 | Fidżi                                                                  |
| 1976 | Gwatemala                                                              |
| 1978 | Wyspy Kanaryjskie                                                      |
| 1980 | Gujana Francuska (reaktywowano)                                        |
| 1985 | Angola, Kolumbia, Ekwador, Wyspy Marshalla                             |
| 1986 | Tonga                                                                  |
| 1988 | Liberia                                                                |
| 1989 | Salwador, Tajlandia (do 1993)                                          |
| 1990 | Czechy (reaktywowano), Węgry (reaktywowano), Łotwa (reaktywowano)      |
| 1991 | Rosja (reaktywowano)                                                   |
| 1992 | Białoruś (do 1996), Somalia (do 1995)                                  |
| 1993 | Gruzja, Ukraina                                                        |
| 1994 | Guam, Mikronezja, Mołdawia                                             |
| 1995 | Dominikana, Estonia (reaktywowano)                                     |
| 1996 | Rwanda                                                                 |
| 1997 | Botswana                                                               |
| 1999 | Sint Maarten                                                           |
| 2000 | Makau                                                                  |
| 2004 | Litwa, Rumunia                                                         |
| 2005 | Falklandy, Polska                                                      |
| 2007 | Grecja, Burundi                                                        |
| 2008 | Namibia, Mali, Kuwejt, Mongolia                                        |
| 2009 | Nepal                                                                  |
| 2010 | Nikaragua, Sierra Leone, Zjednoczone Emiraty Arabskie                  |
| 2011 | Togo, Turks i Caicos, Wyspy Salomona                                   |
| 2012 | Kambodża, Grenlandia                                                   |
| 2015 | Słowacja                                                               |
| 2016 | Madagaskar                                                             |
| 2018 | Burkina Faso, Samoa, Gabon                                             |
| 2021 | Bułgaria                                                               |
| 2022 | Gwinea                                                                 |